# Implant coclear

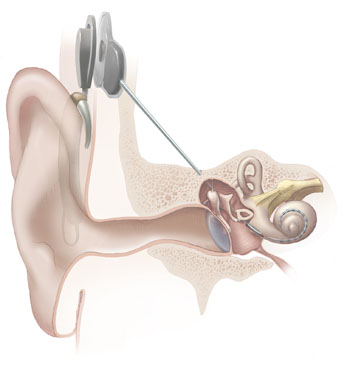
Implant coclear

L'implant coclear és un producte sanitari implantable actiu que consisteix en un transductor que transforma els senyals acústics en senyals elèctrics que estimulen el nervi auditiu.

## Estructura
Els senyals elèctrics que estimulen el nervi són processats a través de les diferents parts que conformen l'implant coclear, les quals es divideixen en externes i internes:

### Externes
- Micròfon: recull els sons, que passen al processador.
- Processador: selecciona i codifica els sons més útils per la comprensió del llenguatge.
- Transmissor: envia els sons codificats al receptor.

### Internes
- Receptor-Estimulador: s'implanta en l'os mastoides, darrere del pavelló auricular. Envia els senyals elèctrics als elèctrodes.
- Elèctrodes: s'introdueixen en l'interior de la còclea (orella interna) i estimulen les cèl·lules nervioses que encara funcionen. Aquests estímuls passen a través del nervi auditiu al cervell, que els reconeix amb sons i llavors, té la sensació “d'escoltar”.

Ambdues parts (externa i interna) es posen en contacte per un cable i un imant.

## Generalitats
Abans de parlar de l'implant coclear pròpiament dit, cal resumir molt breument alguns conceptes. En un normoient les ones sonores travessen l'orella externa fins a arribar al timpà, o membrana timpànica, el qual inicia la seva vibració i posa en moviment la cadena ossicular, formada per tres ossets: martell, enclusa i estrep. Aquests transfereixen l'energia fins a l'orella interna i els fluids continguts en aquesta orella interna entren en moviment provocant que les cèl·lules ciliades (de l'òrgan de Corti, és a dir, el “cargol”) transformin aquestes vibracions en impulsos elèctrics, que es transmetran per les fibres nervioses auditives al cervell. En alguns tipus de sordesa profunda, hi ha una destrucció de les cèl·lules ciliades. L'implant coclear substitueix aquestes cèl·lules enviant senyals al cervell.

## Història

### Inicis
Luigi Galvani, a Itàlia, treballant en la dissecció de l'anca d'una granota, accidentalment fou tocat en el seu bisturí per una espurna elèctrica generada per una màquina elèctrica que tenia al costat i -amb gran sorpresa- va observar com l'anca es contreia i ho va atribuir a un flux elèctric transportat pel nervi ciàtic de la granota. Va publicar aquesta experiència el 1791, en el seu tractat De viribus electricitatis in motu musculari.
Alessandro Volta (1754-1827) inventà la primera pila elèctrica, anomenada pila de Volta, i provà d'estimular amb ella els ulls, la llengua i l'oïda. En la seva pròpia orella, en el canal auditiu extern, va col·locar 2 elèctrodes amb puntes arrodonides i va fer passar entre ells un corrent de 50 volts, aconseguint com a conseqüència sensacions auditives. El 1800 ho comunicà per carta al president de la Royal Society: “en el moment en què vaig tancar el circuit, vaig començar a sentir un so, millor dit, un soroll… el vaig continuar sentint sense parar mentre passava el corrent”.
Andreev, Gersuni i Volkov, el 1932, comunicaren el seu treball: “excitabilitat elèctrica de l'orella humana. Efecte dels corrents alterns sobre l'aparell auditiu afectat”. Surt publicat el 1935, a Rússia, en el Jour Physiol.

### Primers avenços
Andre Djourno, a França, el 1953, inicià els seus treballs estimulant amb electricitat diversos nervis, introduint-hi elèctrodes. El 1957, un otorrinolaringòleg francès, Eyries, li feu una consulta sobre la possibilitat d'implantar una pacient que havia quedat sorda i amb paràlisi facial com a conseqüència d'una cirurgia prèvia en què se li havia extirpat un colesteatoma de l'orella mitjana. La pacient va ser implantada el 25 de febrer del 1957 i se li va col·locar un elèctrode en el nervi sacular de l'orella. La pacient va tornar a escoltar sorolls i a comprendre algunes poques paraules, però amb el temps va deixar de funcionar. El Dr. Eyres la va tornar a implantar amb èxit durant un temps, però al deixar de funcionar de nou, no van tornar a insistir i no implanten a més pacients. Djourno creia que els seus treballs eren pel benefici de la humanitat i que, per tant, no es podia lucrar amb ells. És per això que no registrà el seu invent i es negà a vendre els drets a qualsevol firma comercial. Possiblement per aquest fet, que el va deixar sense fons per la seva investigació, no va poder continuar implantant.
El 1958, Maspetiol, un altre metge francès, implantà una pacient d'origen vietnamita amb resultats similars als de Djourno. Després d'això, es deixà d'implantar a França. No obstant això, Djourno continuà estimulant l'oïda en el que avui seria el Test d'Estimulació del Promontori, que es fa servir per saber si l'implant té possibilitats d'èxit, al seleccionar els casos.
Blair Simmons, de la Universitat Stanford, a San Francisco, el 1964, implantà una pacient amb múltiples elèctrodes però els seus resultats no van ésser massa encoratjadors i per això abandonà el seu projecte.
Michelson, el 1968, inserí elèctrodes dins la còclea d'animals i demostrà (contra tot pronòstic) que aquests elèctrodes poden mantenir-se durant molt de temps allà sense que es produïssin danys a les seves cèl·lules.
A finals de la dècada dels 60, William F. House, de Los Angeles, als EUA, implantà diversos elèctrodes a l'interior de la còclea d'un professor que quedà sord com a conseqüència d'una infecció. En aquella època els cables sortien a través de la pell i es connectaven a computadores i generadors d'estímuls elèctrics que ocupaven tot un escriptori. Es reuniren en el laboratori de Jack Urban amb un ex-enginyer de la NASA que aplicava els seus coneixements adquirits a l'Agència Aeroespacial per millorar la cirurgia de l'oïda. Amb el temps i molt d'esforç de tot l'equip i del pacient es va aconseguir, el 1973, el primer implant portàtil, que el pacient podia portar sobre si mateix a totes hores. Aleshores, els cables dels elèctrodes arribaven a una espècie d'endoll de baquelita que, caragolat a l'os de darrere l'orella, sortia a través de la pell. Com és lògic, eren freqüents les infeccions de la pell al voltant d'aquest endoll.
El Dr. House va crear llavors diferents centres de co-investigadors dins els EUA i també a l'estranger. El 1979 varen realitzar el primer implant d'Amèrica llatina, a l'Hospital Britànic de Buenos Aires. Tot aquest projecte de co-investigació era estrictament supervisat per la FDA dels EUA. L'implant que es feia servir en aquells moments era d'un sol canal i només permetia discriminar sorolls i ajudar molt a la lectura labial.

### Actualitat
El 1978 i el 1989, el Professor Graeme Clark, de la Universitat de Melbourne, Austràlia, implantà els seus primers dos pacients amb implants multicanals i amb moderna tecnologia d'estimulació i estratègia de codificació, aconseguint que aquests pacients comprenguessin la paraula sense necessitat de lectura labial. El 1981 ja va estar disponible el primer implant coclear Nucleus 22 desenvolupat per Clark, en col·laboració amb la firma australiana Cochlear. El 1985 es va aprovar per la FDA per poder fer-se servir en pacients als EUA. Al març del 1987 es van implantar els primers tres casos a Llatinoamèrica amb èxit total: dos dels casos eren postlocutius i un era prelocutiu. El juny de 1998, la FDA va autoritzar la implantació en nens més grans de 2 anys i quasi immediatament es varen iniciar la implantació dels primers nens implantats a Llationamèrica.
El 1998, la FDA havia autoritzat la implantació en nens menors de 2 anys i el 2000 s'autoritzà la implantació no només de les sordeses profundes si no també de les sordeses severes. Avui en dia, ja s'ha iniciat la implantació d'ambdues oïdes dels pacients.
Actualment existeixen diferents fabricants d'implants coclears, com Cochlear (Austràlia), Advanced Bionis (EUA), Medel (Àustria) i Digisonic (França), tots ells excel·lents i de gran fiabilitat i excel·lents resultats.

## Monocanals
Actualment, s'implanten multicanals i la tecnologia entre uns i altres (dels que hi ha en el mercat) és molt semblant, encara que entre uns i altres existeixen diferències tècniques. Les diferències més visibles són la mida del processador (petaca o retroauricular) i el tipus de piles emprades per la seva alimentació: piles normals d'1,5V, recarregables, amb forma de botó. Evidentment no pot donar la mateixa informació un sol elèctrode que diversos elèctrodes i, quan s'ha atacat a l'implant –en usuaris postlocutius– dient que no dona molta informació, potser s'hauria de puntualitzar de quina generació d'implants s'està parlant, ja que els implants coclears actuals donen una informació molt propera a l'entorn de la paraula.

## Criteris generals per a implants coclears
Per ser candidat a l'IC (Implant Coclear) és necessari i imprescindible complir els següents requisits (evolucionen en funció de les investigacions i dels resultats):
- Sordesa neurosensorial bilateral profunda.
- Impossibilitat de beneficiar-se d'una pròtesi auditiva convencional.
- Convicció del pacient que la millora auditiva que li aporti l'implant coclear el beneficia personal i socialment.

### Pre i postlocutius
Els prelocutius, la sordesa dels quals és de naixement o ha aparegut en els primers anys de vida. No tenen empremtes auditives en el seu cervell i tampoc han adquirit el llenguatge de manera natural i espontània.
Els postlocutius, la sordesa dels quals ha sigut posterior a l'aprenentatge del llenguatge. És a dir, tenen empremtes auditives. En aquest cas, els resultats són espectaculars. Amb molt poc temps de rehabilitació la intel·ligibilitat –fins i tot sense suport de lectura labial– augmenta considerablement i molts d'ells utilitzen el telèfon. Algunes persones –inclosos els professionals poc convençuts– creuen que si l'implant no dona un 100% d'intel·ligibilitat no es pot considerar vàlid, però als postlocutius aquesta reinserció sonora els és molt vàlida.
Una qüestió que es plantegen els normoients és si els implantats “escolten igual que abans”. El que diuen ells és que en un primer període la veu sona com metàl·lica, però sembla que aquest efecte desapareix al cap de poc.

## Limitacions d'un implant coclear
L'IC té algunes limitacions i s'han de tenir en compte alguns factors:

### Temps
Els pacients han d'aprendre a interpretar els sons que reben, però per això es necessita temps.

### Esports
Es poden practicar esports, sempre que s'evitin els cops, per tant és recomanable que es llevin la unitat exterior. Però s'ha constatat que hi ha nens i nenes que patinen o esquien, per exemple. Per descomptat, no es pot nedar amb la unitat exterior de l'implant, com a ningú se li ocorreria fer-ho amb un audiòfon. Un cop tret, problema acabat.

### Aeroports
Ja que està format internament per materials metàl·lics i magnètics que poden ser detectats pels sistemes electrònics de control, s'ha de passar per fora dels controls dels aeroports o duanes, igual que passa amb una persona que porta un marcapassos. Durant les operacions d'enlairament i aterratge s'ha de desconnectar el processador, ja que pot provocar interferències.

### Proves mèdiques
La ressonància magnètica nuclear no s'ha de realitzar a la zona del cap, però això també passa amb les persones que porten pròtesis dentals.

## Candidats: Criteris de selecció

### Proves Prèvies a un IC
Abans de procedir a un IC és necessari realitzar una sèrie de proves per determinar en quina mesura pot restablir-se l'audició del pacient. Aquestes proves són:
- Audiometria tonal (tons purs) i verbal (paraules), per saber el grau d'audició del pacient i el nivell de discriminació de la conversació.
- Impedanciometria.
- Comprovar el funcionament de la part vestibular de l'orella interna.
- Test del Promontori: per determinar si l'estimulació elèctrica del nervi auditiu produeix sensacions auditives i el grau de discriminació.
- Test electroneurofisiològic.
- Radiografies: es precisa un estudi radiològic mitjançant TAC de la còclea per conèixer el seu estat de calcificació i si existeix algun grau de malformació d'aquesta.
- Estudi psicològic i grau de motivació per solucionar la seva sordesa.
- Test logopèdic: per valorar la comprensió, el desenvolupament del llenguatge, la lectura labial.

### Equip multidisciplinari
La decisió d'implantar no la pren una sola persona, sinó tot un equip de professionals que contrasten els resultats de les diferents proves, i això és important perquè algunes d'elles es poden considerar eliminatòries. És a dir, si amb una pròtesi ben adaptada hi ha guany, ja no s'és candidat a IC; si el TAC dona com a resultat una còclea ossificada, tampoc serà el candidat més idoni, en principi.

### Llengua de signes/motivació
En cap moment s'utilitza com a criteri incloent o excloent el fet que l'individu empri com a forma de comunicació la llegua de signes. El candidat ideal és aquell que sigui oralista, que tingui una bona competència en lectura labial i que tingui motivació per escoltar, que cregui que l'implant pot beneficiar-lo. Per tot això –i perquè no hi hagi incoherències– una persona sorda fill de pares sords, l'entorn del qual no sigui oralista i que la seva llengua vehicular sigui la llengua de signes, no es considera que sigui el candidat més adequat, pel fet que pot entrar en contradicció amb la seva pròpia realitat.
No obstant això, una persona sorda, fill de pares oients, immersa en un món sonor, l'entorn del qual no coneix la llengua de signes, encara que aquesta sigui la seva forma de comunicar-se, pot ser un candidat acceptable. La diferència estarà en què necessitarà més temps de rehabilitació i probablement més esforç i dedicació, ja que no només haurà de fer un treball de discriminació auditiva, sinó també un exercici d'estructuració del llenguatge.
L'única persona amb dret de decisió és el mateix candidat, que ha d'estar bé informat i que, si és possible, abans de procedir a l'implant coclear, tingui l'oportunitat de contactar amb altres implantats per rebre informació de primera mà i amb qui puguin compartir els seus dubtes, angoixes i expectatives. Si es tracta d'un nen, aquesta decisió recaurà en els pares.

## La cirurgia

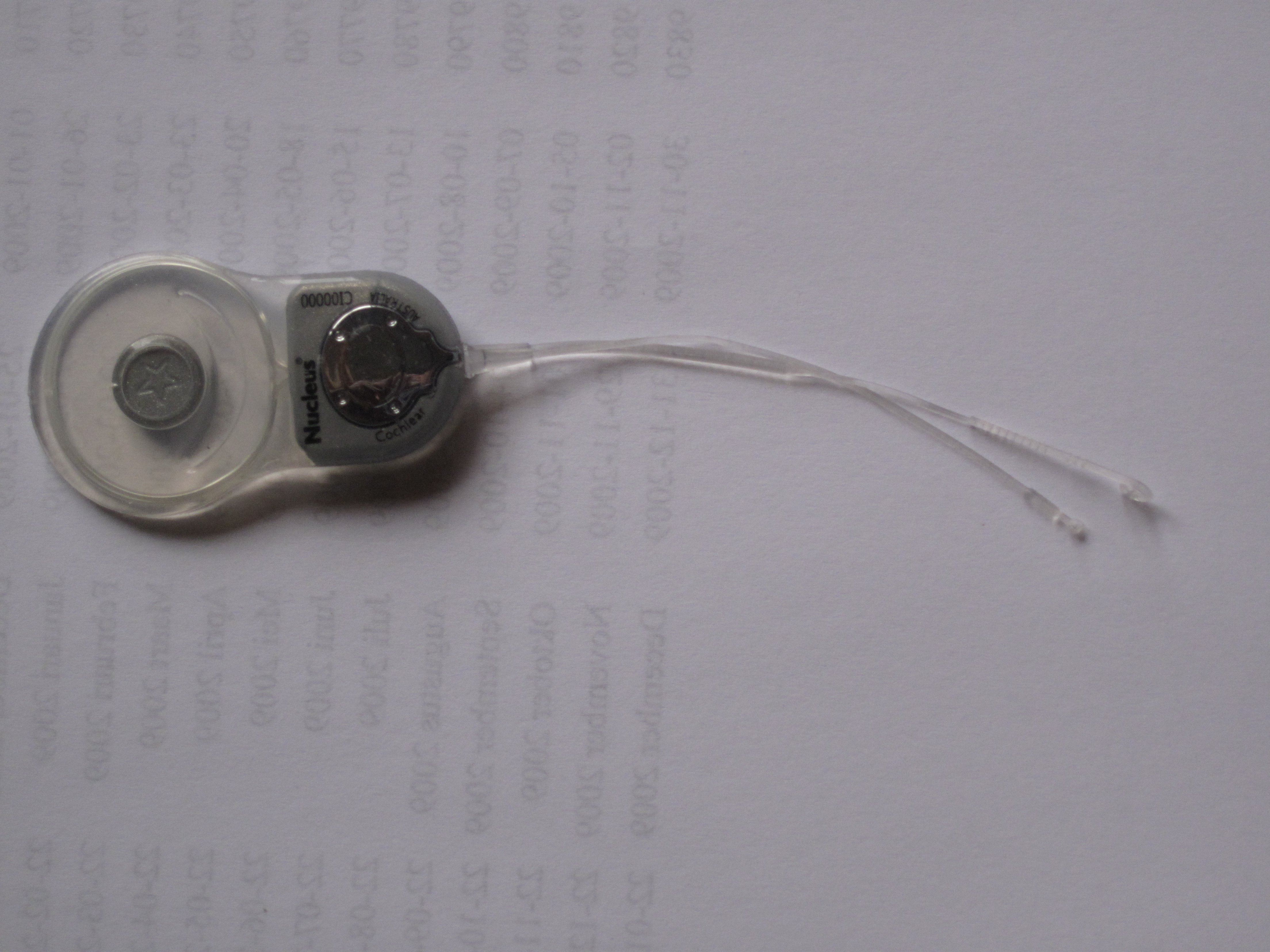
La part interna d'un implant coclear (model Cochlear Freedom 24 RE)

La intervenció es realitza sota anestèsia general. Els seus riscos són els propis de tota intervenció quirúrgica efectuada a nivell de l'orella mitjana i de la interna, és a dir, pràcticament cap i que es redueixen als propis d'entrar a qualsevol sala d'operacions.
La duració aproximada de l'operació és de 2-3 hores. Exigeix un període d'hospitalització de més o menys 48 hores, exempt normalment de molèsties importants. La recuperació postoperatòria dura normalment entre 3 i 5 setmanes, és a dir, fins que s'ha produït la cicatrització completa.
A partir d'aquest moment s'ajusten les parts externes de l'implant i ja es pot procedir a l'obertura de canals. Aquest procés significa que s'exciten els elèctrodes i es comença a enviar informació sonora. Cada elèctrode és regulat independentment. A cada persona correspon un programa individual que és la suma de la regulació de tots i cadascun dels seus elèctrodes.

## Rehabilitació
El veritable professional de l'IC en els pre-locutius és el rehabilitador, no el cirurgià. Evidentment sense el metge i una bona cirurgia l'implant coclear no podria actuar.
Els resultats que es s'aconseguiran depenen de cada individu en particular, però és important la col·laboració del pacient, la família, el col·legi (si està en edat escolar) i els amics per desenvolupar una bona rehabilitació. Qualsevol persona pot treure profit de l'IC.
- Detecció. En aquesta fase el pacient ha de ser capaç d'indicar la presència o absència del so.
- Discriminació. El pacient ha de saber si dos sons (o dues paraules) són iguals o diferents, sense entendre'ls.
- Identificació. El pacient ha de seleccionar la resposta correcta d'una llista tancada.
- Reconeixement. El pacient ha de repetir una frase sense l'ajuda d'una llista tancada. Per ajudar a fer aquest pas es donen suports que a poc a poc es van eliminant..
- Comprensió. El pacient ha de proporcionar, treballant les habilitats auditives, una resposta més interactiva que imitativa.

L'entrenament es fa en un principi amb:
- Sons ambientals.
- Sons musicals.
- Vocals.
- Consonants.
- Seriacions.

## Resum final

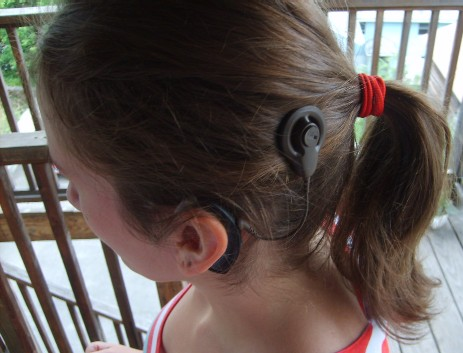
Usuària amb un implant coclear

Un implant coclear ajuda al pacient fent que recuperi la capacitat de sensació auditiva. L'oïda distingeix diferents sons o sorolls. Es perceben millor els sons i sorolls quotidians com el timbre de la porta, el del telèfon, la música ambiental, el soroll dels cotxes i els clàxons, les sirenes de les ambulàncies, els lladrucs d'un gos, etc. És a dir, permet connectar-se amb el món sonor. Millora el seguiment de les conversacions normals, amb l'ajuda de la lectura labial.També millora la veu perquè hi ha control d'aquesta, gràcies al fet que ara se senten a si mateixos (mitjançant feedback auditiu) i passen a regular-ho millor.
La finalitat de la rehabilitació és la d'aconseguir que el pacient tregui el màxim profit del seu implant coclear. Per això, s'ha de familiaritzar amb ell i aprendre a utilitzar un nou codi de sons que el portarà a una millor comunicació amb l'entorn. La col·locació d'un implant coclear precisa en els prelocutius d'una rehabilitació obligatòria, sent aquesta la base més important per a obtenir el màxim rendiment d'aquest sistema auditiu.